# أركادي شفتشينكو
أركادي نيقولايفيتش شفتشينكو (11 أكتوبر 1930 - 28 فبراير 1998) كان دبلوماسيًّا سوفيتيًّا وأعلى مسؤول سوفيتي ينشق إلى الغرب.
انضم شفشينكو إلى الخدمة الدبلوماسية السوفيتية في شبابه، وعلت مرتبته إلى أن صار مستشارًا لوزير الخارجية أندري جروميكو. في 1973، أصبح وكيل الأمين العام للأمم المتحدة. في أثناء عمله بمقر الأمم المتحدة في مدينة نيويورك، بدأ بتمرير أسرار سوفيتية إلى وكالة المخابرات المركزية لأنه لم يتمكن من الحفاظ على الحياد في الأمم المتحدة. في 1978، قطع تواصله مع الاتحاد السوفيتي وانشق إلى الولايات المتحدة وعاش ما تبقى من عمره هناك.